# Hong Kong Watch
Hong Kong Watch (HKW) je nevládní organizace se sídlem ve Spojeném království, která byla založena za účelem monitorování stavu lidských práv, svobod a právního státu v Hongkongu. Založil ji britský aktivista za lidská práva Benedict Rogers, místopředseda komise britských konzervativců pro lidská práva, 11. prosince 2017, dva měsíce poté, co mu byl zakázán vstup do Hongkongu.

## Poslání
Hong Kong Watch byla založena s cílem poskytovat nezávislé, komplexní analýzy a myšlenkové vedení v oblasti svobody a lidských práv v Hongkongu, jak je definoval Základní zákon a čínsko-britské společné prohlášení. Vydává pravidelné měsíční souhrny o stavu lidských práv v Hongkongu.
Patrony Hong Kong Watch jsou Sir Malcolm Rifkind, Catherine West, Lord Paddy Ashdown, Lord David Alton, Sir Geoffrey Nice, Lord Chris Patten, Fiona Bruce, Sarah Champion.

## Historie
Po protestech v Hongkongu v roce 2014 a sporu o složení přísahy v zákonodárné radě byli v Hongkongu uvězněni hongkongští demokratičtí aktivisté. Britský aktivista za lidská práva Benedict Rogers, který žil v Hongkongu v letech 1997–2002, je hodlal soukromě navštívit, ale 11. října 2017 mu byl znemožněn vstup do Hongkongu. Přiletěl letem z Bangkoku na hongkongské mezinárodní letiště, ale imigrační úředníci ho odvedli a posadili na let zpět do Thajska. Kontaktní osoba na čínském velvyslanectví v Londýně ho předtím varovala, že mu vstup do Hongkongu může být odepřen. Rogers předtím kritizoval rostoucí ohrožení demokracie v Hongkongu ze strany pevninské Číny a vedl kampaň proti věznění prodemokratických aktivistů Joshuy Wonga, Nathana Lawa a Alexe Chowa. Britský ministr zahraničí Boris Johnson požadoval od hongkongských úřadů a ústřední čínské vlády vysvětlení, ale mluvčí čínského ministerstva zahraničí Hua Chunying  odpověděla, že Rogers se snažil zasahovat do vnitřních záležitostí Hongkongu a nezávislosti soudnictví.
V reakci na zákaz Rogers oznámil, že založí nevládní organizaci, která bude monitorovat právní stát a lidská práva v Hongkongu. Hong Kong Watch byla založena na recepci pořádané v Speaker's House, Dolní sněmovny Spojeného království dne 11. prosince 2017. Organizace Hong Kong Watch byla založena na základě přesvědčení, že podle čínsko-britského společného prohlášení má Spojené království morální a právní povinnost se ozvat[8]. Svým zakládajícím ředitelem jmenovala Johnnyho Pattersona a Benedicta Rogerse předsedou správní rady.

### IPAC
V létě 2020 vedení Hong Kong Watch spolupracovalo s lidskoprávními lídry, jako je Luke de Pulford, na založení Meziparlamentní aliance k Číně, globální nátlakové skupiny, která se zasazuje o lidská práva v Číně, zejména pokud jde o genocidu Ujgurů a demokracii v Hongkongu.

### Změny vedení v roce 2020
Benedict Rogers se v září 2020 stal výkonným ředitelem, Patterson se přesunul na pozici politického ředitele. Organizace také přivedla veterána z Labouristické strany Sama Goodmana jako hlavního politického poradce a hongkongského exilového aktivistu Joey Siu jako spolupracovníka se sídlem ve Washingtonu D.C.

### Zablokování HKW v Hongkongu
Dne 14. února 2022 oznámili poskytovatelé internetových služeb v Hongkongu, včetně PCCW, CMHK, HKBN, Netvigator atd., že stránky HKW byly zablokovány. Hong Kong Watch na Twitteru napsal, že se domnívá, že toto opatření bylo vynuceno na příkaz policie.

### Obvinění z porušení zákona o národní bezpečnosti
Hong Kong Watch byla obviněna čínskými úřady z porušení článku 29 zákona o národní bezpečnosti tím, že se "spolčila s cizí zemí nebo s vnějšími prvky s cílem ohrozit národní bezpečnost". Úřad rovněž obvinil Hong Kong Watch z lobbování u cizích zemí za uvalení sankcí nebo nepřátelské činnosti proti pevninské Číně a Hongkongu. 10. března 2022 obdržela oznámení od městského bezpečnostního úřadu v Hongkongu, v němž ji varoval, že pokud bude pokračovat v činnostech, které porušují zákon o národní bezpečnosti, budou podniknuty "další kroky". Policie požadovala vypnutí jejích internetových stránek do 72 hodin od vydání oznámení. Benedict Rogers prohlásil, že jeho organizace se tomuto oznámení nepodřídí a že "Budeme pokračovat v naší práci a zdvojnásobíme naše úsilí ve prospěch Hongkongu. Samozřejmě budeme muset více dbát na bezpečnost, zejména pokud jde o cesty do některých zemí, ale nenecháme se umlčet."
Webové stránky Hong Kong Watch jsou v Číně přístupné pouze prostřednictvím sítě VPN.

## Veřejné akce

### Protestní akce na aténské Akropoli
Dne 17. října 2021, den před zapálením olympijské pochodně, byli na aténské Akropoli zatčeni tři aktivisté, včetně spolupracovnice Hongkong Watch Joey Siu a tibetské studentky Cela Zoksang. Obě ženy, aktivistky kampaně “No Beijing 2022” , se nejprve pokusily rozvinout transparent na protest proti zimním olympijským hrám 2022 v Pekingu; poté, co jim byl transparent odebrán, přehodily přes lešení na místě tibetskou vlajku a vlajku hongkongské revoluce a skandovaly hesla “Free Tibet,” “Boycott Beijing 2022” a “No freedom, no Games” , než byly zatčeny a obviněny z porušení zákonů o ochraně archeologických nalezišť. Siu a Tsela Zoksang byly následující den propuštěny a směly opustit Řecko, ale bylo jim nařízeno, aby se v lednu 2022 vrátily k soudu.

### Výzva k propuštění 47 hongkongských aktivistů
28. února 2022, v den prvního výročí uvěznění 47 hongkongských aktivistů, shromáždila organizace Hong Kong Watch významné hongkongské prodemokratické aktivisty v zahraničí aby vyzvali čínskou vládu k jejich propuštění. Prohlášení vyzývající k propuštění 47 hongkongských prodemokratických politiků a aktivistů podepsalo šedesát zákonodárců z Evropy, USA, Indie a Austrálie. V prohlášení se uvádí, že zatčení "nade vší pochybnost prokázalo záměr čínské vlády využít zákon o národní bezpečnosti k likvidaci všech forem politické opozice v Hongkongu", a zdůrazňuje se v něm znepokojení nad dlouhým zadržováním obviněných. Prohlášení koordinovala Meziparlamentní aliance k Číně (IPAC). Mezi významnými signatáři jsou předseda komise Kongresu USA pro Čínu senátor Jeff Merkley, poslanec Evropského parlamentu a předseda delegace Evropského parlamentu pro Čínu Reinhard Bütikofer, americký senátor Marco Rubio, bývalý kandidát na prezidenta USA, a světoznámá právnička v oblasti lidských práv a britská labouristická poslankyně baronka (Helena) Kennedyová QC.